# إدوارد غراند
إدوارد غراند (بالرومانية: Eduard Grand)‏ هو لاعب رماية روماني، (و. 1908  م).

## وصلات خارجية
- إدوارد غراند على موقع أوليمبيديا (الإنجليزية)